# Die Simpsons/Staffel 6
Die sechste Staffel der US-amerikanischen Zeichentrickserie Die Simpsons wurde vom 4. September 1994 bis zum 21. Mai 1995 auf dem US-amerikanischen Sender Fox gesendet. Die deutschsprachige Erstausstrahlung sendete der Privatsender ProSieben vom 15. Juli bis zum 31. Dezember 1995, wobei die sechste Episode der Staffel, Furcht und Grauen ohne Ende, erst am 27. Dezember 1999 ausgestrahlt wurde.
Die Staffel wurde am 16. August 2005 in den Vereinigten Staaten und am 3. November 2005 in Deutschland auf DVD veröffentlicht.

## Episoden
| Nr. (ges.) | Nr. (St.) | Deutscher Titel                  | Originaltitel                  | Erstausstrahlung (USA) | Deutschsprachige Erstausstrahlung (D) | Regie                | Drehbuch                                             | Prodc. |
| --- | --------- | -------------------------------- | ------------------------------ | ---------------------- | ------------------------------------- | -------------------- | ---------------------------------------------------- | ------ |
| 104 | 1         | Ein grausiger Verdacht           | Bart of Darkness               | 4. Sep. 1994           | 15. Juli 1995                         | Jim Reardon          | Dan McGrath                                          | 1F22   |
| Nach einem Badeunfall muss Bart den Sommer über mit einem Gipsbein in seinem Zimmer bleiben. Nachdem Lisa ihm ein Teleskop schenkt und er mit diesem die Nachbarschaft beobachtet, glaubt er zu sehen wie Ned Flanders seine Frau ermordet. |           |                                  |                                |                        |                                       |                      |                                                      |        |
| 105 | 2         | Lisas Rivalin                    | Lisa’s Rival                   | 11. Sep. 1994          | 22. Juli 1995                         | Mark Kirkland        | Mike Scully                                          | 1F17   |
| Lisa ist eifersüchtig auf eine neue Schülerin namens Allison Taylor, die anscheinend klüger als sie ist. Währenddessen erlangt Homer einen Berg Zucker, den er fanatisch bewacht. |           |                                  |                                |                        |                                       |                      |                                                      |        |
| 106 | 3         | Romantik ist überall             | Another Simpsons Clip Show     | 25. Sep. 1994          | 29. Juli 1995                         | David Silverman      | Penny Wise 1 2                                       | 2F23   |
| Marge vermisst die Romantik in ihrem Leben, woraufhin sich alle Simpsons an romantische Momente aus früheren Episoden erinnern. |           |                                  |                                |                        |                                       |                      |                                                      |        |
| 107 | 4         | Der unheimliche Vergnügungspark  | Itchy & Scratchy Land          | 2. Okt. 1994           | 5. Aug. 1995                          | Wes Archer           | John Swartzwelder                                    | 2F01   |
| Die Simpsons machen Urlaub im vollautomatischen Itchy und Scratchy-Land, bis die Roboter durchdrehen und die Besucher angreifen. |           |                                  |                                |                        |                                       |                      |                                                      |        |
| 108 | 5         | Tingeltangel-Bob                 | Sideshow Bob Roberts           | 9. Okt. 1994           | 12. Aug. 1995                         | Mark Kirkland        | Bill Oakley & Josh Weinstein                         | 2F02   |
| Bei der Bürgermeisterwahl in Springfield will Bürgermeister Quimby dem Schwerverbrecher Tingeltangel-Bob die restliche Haftzeit erlassen. Tingeltangel-Bob stellt sich anschließend selbst zur Wahl und wird anschließend der neue Bürgermeister. Bart und Lisa entdecken, dass alle Stimmen für Tingeltangel-Bob von Bürgern stammen, die schon lange verstorben sind.                                                                                      |           |                                  |                                |                        |                                       |                      |                                                      |        |
| 109 | 6         | Furcht und Grauen ohne Ende      | Treehouse of Horror V          | 30. Okt. 1994          | 27. Dez. 1999                         | Jim Reardon          | Greg Daniels Dan McGrath David Cohen Blob Kushell    | 2F03   |
| Das Shining – Eine Anspielung auf Shining Zeit und Strafe – Homer macht mit einem Toaster Zeitreisen Nightmare Cafeteria – Die Schulcafeteria kocht Schüler |           |                                  |                                |                        |                                       |                      |                                                      |        |
| 110 | 7         | Barts Freundin                   | Bart’s Girlfriend              | 6. Nov. 1994           | 26. Aug. 1995                         | Susie Dietter        | Jonathan Collier                                     | 2F04   |
| Bart verliebt sich in Jessica, Reverend Lovejoys missratene Tochter, die nicht nur ihre Eltern hinters Licht führt. Während des Gottesdienstes plündert sie den Klingelbeutel, wobei der Verdacht auf Bart fällt. |           |                                  |                                |                        |                                       |                      |                                                      |        |
| 111 | 8         | Lisa auf dem Eise                | Lisa on Ice                    | 13. Nov. 1994          | 3. Sep. 1995                          | Bob Anderson         | Mike Scully                                          | 2F05   |
| Bart und Lisa spielen in zwei verschiedenen Eishockeymannschaften und müssen eines Tages gegeneinander antreten. Auf dem Höhepunkt des Spiels und ihrer Rivalität erinnern sie sich doch noch daran, dass sie Geschwister sind. Das Spiel endet schließlich mit einem Unentschieden. |           |                                  |                                |                        |                                       |                      |                                                      |        |
| 112 | 9         | Die Babysitterin und das Biest   | Homer Badman                   | 27. Nov. 1994          | 10. Sep. 1995                         | Jeffrey Lynch        | Greg Daniels                                         | 2F06   |
| Homer und Marge besuchen die Süßigkeitenmesse, während Babysitterin Ashley auf die Kinder aufpasst. Als Homer Ashley später nach Hause bringt, wird Homers Griff nach einer Süßigkeit, die an ihrem Gesäß festklebt, als sexuelle Belästigung ausgelegt. Eine Frauenbewegung meldet sich und Homer wird in Springfield als sexueller Unhold abgestempelt. Ein heimlich gefilmtes Video kann schließlich die Unschuld von Homer beweisen.                     |           |                                  |                                |                        |                                       |                      |                                                      |        |
| 113 | 10        | Grandpa gegen sexuelles Versagen | Grampa vs. Sexual Inadequacy   | 4. Dez. 1994           | 17. Sep. 1995                         | Wes Archer           | Bill Oakley & Josh Weinstein                         | 2F07   |
| Homer und Marge sind sexuell frustriert, wodurch sich Grandpa gezwungen sieht, einzugreifen. Er überreicht seinem Sohn eine Tinktur, welche ihm zu einer besonderen Potenz verhilft. Homer und Marge sind von dieser Tinktur begeistert. So überredet Marge Homer, das Gebräu mit Grandpa kommerziell zu verwerten. Viele Eltern verschwinden nun jeden Abend in ihren Schlafzimmern, was den Kindern merkwürdig vorkommt.                                   |           |                                  |                                |                        |                                       |                      |                                                      |        |
| 114 | 11        | Angst vorm Fliegen               | Fear of Flying                 | 18. Dez. 1994          | 24. Sep. 1995                         | Mark Kirkland        | David Sacks                                          | 2F08   |
| Marge hat Flugangst und lässt sich von einer Psychiaterin behandeln. Diese findet die Ursache von Marges Flugangst in ihrer Kindheit. Es gelingt ihr schließlich, Marge zu heilen. Als die Simpsons erneut zum Urlaub antreten und ein Flugzeug besteigen, muss dieses prompt im Meer notlanden. |           |                                  |                                |                        |                                       |                      |                                                      |        |
| 115 | 12        | Homer der Auserwählte            | Homer the Great                | 8. Jan. 1995           | 1. Okt. 1995                          | Jim Reardon          | John Swartzwelder                                    | 2F09   |
| Homer will den Steinmetzen beitreten. Da Grandpa dort Mitglied ist, kann auch Homer beitreten. Als Homer aufgrund diverser Entgleisungen verbannt werden soll, stellen die Steinmetze fest, dass Homer das Zeichen des Auserwählten am Körper trägt. Die Mitglieder werfen sich ihm zunächst zu Füßen, gründen später jedoch einen No-Homers-Club. |           |                                  |                                |                        |                                       |                      |                                                      |        |
| 116 | 13        | Und Maggie macht drei            | And Maggie Makes Three         | 22. Jan. 1995          | 8. Okt. 1995                          | Swinton O. Scott III | Jennifer Crittenden                                  | 2F10   |
| Lisa stellt beim Durchsehen des Familienfotoalbums fest, dass es keine Fotos von Maggie zu geben scheint. Daraufhin erzählen Homer und Marge eine Geschichte: Homer hatte seinen Job im Kernkraftwerk gekündigt, um seine Traumstelle bei der Bowlingbahn anzunehmen. Als Marge schwanger war und sein neues Gehalt nicht ausreicht, beginnt Homer wieder im Kraftwerk zu arbeiten. Maggies Fotos sind an Homers Arbeitsplatz zu sehen.                      |           |                                  |                                |                        |                                       |                      |                                                      |        |
| 117 | 14        | Barts Komet                      | Bart’s Comet                   | 5. Feb. 1995           | 15. Okt. 1995                         | Bob Anderson         | John Swartzwelder                                    | 2F11   |
| Bart muss Skinner als Strafe bei seinen Himmelsbeobachtungen assistieren. Dabei entdeckt Bart einen Kometen, der direkt auf Springfield zurast. Springfield wird in Panik versetzt, und es wird eng in Flanders Atombunker. Schließlich verglüht der Komet in der Umweltschmutzschicht, wie Homer es vorausgesagt hat. |           |                                  |                                |                        |                                       |                      |                                                      |        |
| 118 | 15        | Homie, der Clown                 | Homie the Clown                | 12. Feb. 1995          | 22. Okt. 1995                         | John Swartzwelder    | David Silverman                                      | 2F12   |
| Krusty, der Clown, muss, um sein verschwenderisches Leben zu finanzieren, eine Clown-Schule gründen. Einer der Schüler wird Homer. Doch schon bald wird Homer von der Mafia verfolgt, weil er in seiner Clownsmaske dem echten Krusty zum Verwechseln ähnlich sieht und Krusty der Mafia Geld schuldet. |           |                                  |                                |                        |                                       |                      |                                                      |        |
| 119 | 16        | Bart gegen Australien            | Bart vs. Australia             | 19. Feb. 1995          | 29. Okt. 1995                         | Wes Archer           | Bill Oakley & Josh Weinstein                         | 2F13   |
| Lisa erzählt Bart von der Corioliskraft, wonach sich das Wasser auf der südlichen Halbkugel in entgegengesetzter Richtung abdrehen soll. Bart ruft einen australischen Jungen per R-Gespräch an, um dies bestätigen zu lassen. Weil sich die Telefonrechnung anschließend auf 900 Dollar beläuft, kommt es zu diplomatischen Verwicklungen. Bart fliegt mit seiner Familie nach Australien, um sich dort persönlich für den Telefonstreich zu entschuldigen. |           |                                  |                                |                        |                                       |                      |                                                      |        |
| 120 | 17        | Homer gegen Patty und Selma      | Homer vs. Patty & Selma        | 26. Feb. 1995          | 5. Nov. 1995                          | Mark Kirkland        | Brent Forrester                                      | 2F14   |
| Homer wird pleite, nachdem er der Spielsucht verfallen ist. Er leiht sich das Geld von Selma und Patty. Mit einem Schuldschein können sie ihn immer wieder erpressen und erniedrigen. Er kann die Schwestern später vor Ärger an deren gemeinsamem Arbeitsplatz bewahren, woraufhin sie ihm seine Schulden erlassen. Währenddessen nimmt Bart an einem Ballettkurs teil und tritt anschließend bei einer Vorführung in der Schule auf.                       |           |                                  |                                |                        |                                       |                      |                                                      |        |
| 129 | 18        | Springfield Film Festival        | A Star is Burns                | 5. März 1995           | 12. Nov. 1995                         | Susie Dietter        | Ken Keeler                                           | 2F31   |
| Springfield veranstaltet einen Nachwuchsfilmwettbewerb, zu dem der prominente Kritiker Jay Sherman eingeladen wird und an dem sich unter anderem Barney und Mr. Burns beteiligen. In der Jury sitzen neben Sherman auch Marge und Homer. Schließlich gewinnt Barney den Filmwettbewerb, den Mr. Burns durch Bestechungen für sich entscheiden wollte. |           |                                  |                                |                        |                                       |                      |                                                      |        |
| 122 | 19        | Lisas Hochzeit                   | Lisa’s Wedding                 | 19. März 1995          | 19. Nov. 1995                         | Jim Reardon          | Greg Daniels                                         | 2F15   |
| Eine Wahrsagerin erzählt Lisa, dass sie in einigen Jahren eine Beziehung mit einem reichen Briten haben wird. Nachdem er die Familie Simpson kennenlernt, verlangt er, dass Lisa nach der Hochzeit die Beziehung zu ihrer eigenen Familie abbricht. Lisa gibt anschließend den Verlobungsring zurück. |           |                                  |                                |                        |                                       |                      |                                                      |        |
| 123 | 20        | 25 Windhundwelpen                | Two Dozen and One Greyhounds   | 9. Apr. 1995           | 26. Nov. 1995                         | Bob Anderson         | Mike Scully                                          | 2F18   |
| Knecht Ruprecht bekommt 25fachen Nachwuchs – und Mr. Burns will sich aus den Fellen der Tiere einen Frack schneidern lassen. Lisa und Bart können dies jedoch verhindern. Mr. Burns wird scheinbar zu einem Tierliebhaber. Bei einem Hunderennen kann Burns zusätzlich noch ein paar Millionen Dollar verdienen. |           |                                  |                                |                        |                                       |                      |                                                      |        |
| 124 | 21        | Der Lehrerstreik                 | The PTA Disbands               | 16. Apr. 1995          | 3. Dez. 1995                          | Swinton O. Scott III | Jennifer Crittenden                                  | 2F19   |
| Bart provoziert einen Streit zwischen Rektor Skinner und Mrs. Krabappel an. In dessen Folge treten die Lehrer in Streik. So werden die Bürger Springfields als Laienlehrer engagiert, um den Schulbetrieb aufrechtzuerhalten. Da dies auf Dauer nicht funktioniert, leiern Bart und Milhouse eine Schlichtungsaktion zwischen den streitenden Parteien an.                                                                                                   |           |                                  |                                |                        |                                       |                      |                                                      |        |
| 130 | 22        | Zu Ehren von Murphy              | Round Springfield              | 30. Apr. 1995          | 31. Dez. 1995                         | Steven Dean Moore    | Joshua Sternin Jeffrey Ventimilia Mike Reiss Al Jean | 2F30   |
| Bart verschluckt einen Metallring, der in der Schachtel „Krusty's Cornflakes“ enthalten war. Als aus diesem Grund sein Blinddarm herausgenommen wird, bleiben Bart vom eingeklagten Schadensersatz noch 500 Dollar. Genau diesen Betrag bräuchte Lisa aber für eine seltene Platte des verstorbenen Jazzmusikers Murphy, um sein Andenken zu würdigen und seine Platte im Radio spielen zu lassen.                                                           |           |                                  |                                |                        |                                       |                      |                                                      |        |
| 126 | 23        | Die Springfield Connection       | The Springfield Connection     | 7. Mai 1995            | 10. Dez. 1995                         | Mark Kirkland        | Jonathan Collier                                     | 2F21   |
| Marge wird Polizistin, was einige Probleme mit Homer mit sich bringt. Selbst gegen Homer ist sie unerbittlich – beispielsweise, wenn er falsch parkt oder Pokerpartys veranstaltet. Anschließend kommt sie einem illegalen Jeanshandel auf die Spur, wo auch korrupte Polizisten ihres Reviers involviert sind. Entrüstet kündigt Marge ihren Job als Polizistin.                                                                                            |           |                                  |                                |                        |                                       |                      |                                                      |        |
| 127 | 24        | Auf zum Zitronenbaum             | Lemon of Troy                  | 14. Mai 1995           | 17. Dez. 1995                         | Jim Reardon          | Brent Forrester, David Cohen                         | 2F22   |
| Grandpa erzählt eine Geschichte, wie die beiden Städte Springfield und Shelbyville entstanden sind und sich verfeindeten. Die Bewohner von Shelbyville stehlen in der folgenden Nacht den Zitronenbaum von Springfield. Zunächst versuchen die Kinder den Baum alleine zurückzubeschaffen. Zusammen mit ihren Eltern kann schließlich der Zitronenbaum zurückgewonnen werden.                                                                                |           |                                  |                                |                        |                                       |                      |                                                      |        |
| 121 | 25        | Wer erschoss Mr. Burns? – Teil 1 | Who Shot Mr. Burns? (Part One) | 21. Mai 1995           | 3. Nov. 1996                          | Jeffrey Lynch        | Bill Oakley & Josh Weinstein                         | 2F16   |
| Mr. Burns entwickelt einen raffinierten Plan, den Bürgern Springfield das Sonnenlicht wegzunehmen, damit sie ausschließlich auf Kernenergie angewiesen sind. Im Anschluss an eine aufgebrachte Bürgerversammlung wird er niedergeschossen. |           |                                  |                                |                        |                                       |                      |                                                      |        |